# پایگاه هوایی شعیرات
پایگاه هوایی شُعَیرات یک پایگاه هوایی متعلق به نیروی هوایی سوریه است که در غرب استان حمص قرار دارد. این پایگاه ۲ باند پروازی و یک برج مراقبت دارد و مجهز به ۳۰ آشیانه بتنی است. 

در سپتامبر ۲۰۱۸ میلادی گوگل ارث ، تصاویر این پایگاه را بروز رسانی کرد. تصاویر ، گویای تخریب کامل سازه هاست در حمله اوریل موشک های تاماهاوک امریکایی به این پایگاه ست